# Ikram Abdulkadir
Ikram Mohamed Abdulkadir, född 4 september 1995 i Nairobi, är en svensk fotograf.

## Biografi
Ikram Abdulkadir är uppvuxen i Rosengård i Malmö. Hennes föräldrar är från Somalia och familjen kom till Sverige från Kenya när hon var två år. När gick i gymnasiet i Landskrona köpte hon en begagnad kamera och började fotografera. På ett anonymt Instagram-konto började hon 2017 att lägga ut bilder på sina systrar. När hon sedan började bjuda in vänner att följa konto var det någon som nominerade henne till Sven och Ellida Hjorts stipendium som Skånes konstförening delar ut varje år till en ung skånsk konstnär. Stipendiet ledde till utställningen Vi möts i paradiset med bilder på hennes systrar och vänner iklädda fotsida vita slöjor på vattenlekplatsen på Rosengård.
Som fotograf är Ikram Abdulkadir självlärd. Hon beskriver själv sitt bildspråk som intimt, nostalgiskt och känslomässigt. Hon tar ofta bilder av sina vänner, systrar och andra familjemedlemmar.
År 2021 gav hon ut fotoboken Minns du havet abaayo. 2023 visade Fotografiska i Stockholm hennes utställning I see home in you. Sommaren 2023 ställde hon ut på konstfotofestivalen Les Rencontres d’Arles i Frankrike. Hon deltog även i satsningen Antirasistiskt monument som genom offentliga konstverk gestaltade Malmöbornas erfarenheter av rasism. Abdulkadirs verk "Yaan Cuskanaa" beskrevs som "bilder och ljud laddade med känslor, minnen och trauman som en del av ett minnesarbete och en pågående historieskrivning."
Abdulkadir tar även kommersiella uppdrag och har bland annat fotat många svenska musiker som till exempel Cherrie, Molly Sandén, Timbuktu och Seinabo Sey. Ett av hennes första kommersiella uppdrag var när hon fotade omslaget till Malmörapparen Ozz6ys debutalbum Ett öga rött från 2018.
Hon har studerat mänskliga rättigheter på Malmö universitet. År 2017 ställde hon upp i poesitävlingen ”Ortens bästa poet” och gick till final i Rinkeby med texten ”Fria fåglar”.

## Utmärkelser
- 2019 – Skånes konstförenings stipendium
- 2021 – Arbetets museum Dokumentärfotopris
- 2022 – Helsingborgs Dagblads fotopris

## Utställningar
- 2020 – ”Vi möts i paradiset”, Malmö konstförening
- 2022 – ”Dreamers & achievers”, Kungsträdgården Stockholm
- 2022 – ”Yaan Cuskanaa”, Folkets park Malmö
- 2022–2023 – ”Behold, we are here”, Lunds konsthall
- 2023 – ”I see home in you”, Fotografiska Stockholm
- 2023 – "Yaan Cuskanaa", Antirasistiskt monument, Malmö
- 2023 – Les Rencontres d’Arles, Arles